# ناحیه ورزاب
ناحیهٔ ورزاب (به تاجیکی: Ноҳияи Варзоб) یکی از ناحیه‌های اداری استان ناحیه‌های تابع جمهوری است که در غرب کشور تاجیکستان جای دارد و در تاریخ ۲۷ اکتبر ۱۹۳۹ میلادی در بخشی از جمهوری سوسیالیستی تاجیکستان شوروی تأسیس یافته‌است. مرکز این ناحیه، جماعت ورزاب است که با شهر دوشنبه ۲۵ کیلومتر فاصله دارد.

## مردم
این ناحیه در سال ۲۰۰۸ میلای دارای ۴۸٫۱۲۹ نفر جمعیت بوده که مذهب آن‌ها حنفی است و به زبان فارسی تاجیکی سخن می‌گویند.

## حکومت
سرور ناحیهٔ ورزاب، رئیس حکومت آن است که توسط رئیس جمهور تاجیکستان برگزیده می‌شود، نهاد قانونگذاری ناحیهٔ ورزاب، مجلس نمایندگان خلق می‌باشد که توسط رأی‌دهندگان این ناحیه برای ۵ سال انتخاب می‌شوند.

## تقسیمات
جماعت‌های این ناحیه بشرح زیر است:
| بخش‌های ناحیهٔ ورزاب |       |
| جماعت (بخش)        | جمعیت |
| ضدّی                | ۵۳۷۳  |
| ورزاب‌قلعه          | ۸۳۱۸  |
| ده‌ملِک              | ۵۹۱۴  |
| لوچاب              | ۵۱۴۱  |
| چهارباغ            | ۱۶۲۱۶ |
| عینی               | ۷۱۶۷  |